# Коњички спорт на Летњим олимпијским играма 2012.
Такмичења у коњичком спорту на Летњим олимпијским играма 2012. у Лондону одржана су између 28. и 9. августа у Гриничком парку. На програму је било такмичење у три дисциплине у појединачној и екипној конкуренцији.
Најуспешнија земља на Олимпијским играма 2012. је била Велика Британија са освојених пет медаља, од којих су три златне.

## Такмичења
На програму су била такмичења у:
- Дресура (појединачно)
- Дресура (екипно)
- Прескакање препрека (појединачно)
- прескакање препрека (екипно)
- Коњички вишебој (појединачно)
- коњички вишебој (екипно)

## Квалификације
За сваку дисциплину постоје различита правила квалификовања али се углавном заснивају на ранг листи Међународне федерације за коњички спорт - FEI.

### Квалификације за такмичење у дресури
За учешће у екипном такмичењу било је предвиђено 12 земаља, поред Велике Британије остале земље су се надметале за преосталих једанаест места. Три земље су се квалификовале на основу резултата на Светским коњичким играма 2010. Седам места је одређено на регионалним такмичењима па је Европа добила три представника, Азија два и Северна и Јужна Америка два. Свака земља којој су се три учесника квалификовала за појединачно такмичење стекла је право на учешће и у екипном надметању.
За учешће у појединачној конкуренцији било је предвиђено педесет учесника. Тридесет три су дали: Велика Британија као домаћин, земље које су биле међу прве три на Светским коњичким играма 2010. и осталих седам земаља са регионалних такмичења. Поред њих квалификовали су се и по један јахач из седам географских региона који до тада то нису обезбедили као и десет најбољих такмичара са ранг листе организације ФЕИ који се дотле нису квалификовали.

### Квалификације за такмичење у прескакању препрека
Свака земља која се квалификовала за екипно такмичење могла је да пошаље до четворо такмичара. Као и код дресуре уколико би се на Светским коњичким играма 2010. или на регионалним такмичењима четири такмичара из неке земље квалификовала у појединачној конкуренцији та земља би стекла право и за учешће у екипној конкуренцији. На Светским коњичким играма 2010. првих пет земаља је стекло право учешћа док је на регионалним додељено још шест места (два за Северну и Јужну Америку, два за Европу и два за Азију), поред њих учествовала је и Велика Британија као домаћин Олимпијских игара. У појединачној конкуренцији 45 места је додељено тимовима који су се квалификовали за екипно такмичење, док је осталих 30 одређено на основу ранг листе ФЕИ.

## Биланс медаља
| Позиција   | Држава               | Злато | Сребро | Бронза | Укупно |
| ---------- | -------------------- | ----- | ------ | ------ | ------ |
| 1          | Уједињено Краљевство | 3     | 1      | 1      | 5      |
| 2          | Немачка              | 2     | 1      | 1      | 4      |
| 3          | Швајцарска           | 1     | 0      | 0      | 1      |
| 4          | Холандија            | 0     | 3      | 1      | 4      |
| 5          | Шведска              | 0     | 1      | 0      | 1      |
| 6          | Саудијска Арабија    | 0     | 0      | 1      | 1      |
| 6          | Нови Зеланд          | 0     | 0      | 1      | 1      |
| 6          | Ирска                | 0     | 0      | 1      | 1      |
| Укупно (8) | Укупно (8)           | 6     | 6      | 6      | 18     |

### Освајачи медаља
| Дисциплине                      | Злато | Сребро | Бронза |
| Појединачна дресура             | Шарлот Дужарден на Валегру · Уједињено Краљевство | Аделинде Корнелисен на Парзивалу · Холандија | Лаура Бехтолсхајмер на Мистрал Хоџрису · Уједињено Краљевство |
| Екипна дресура                  | Уједињено Краљевство · Карл Хестер на Јутопији · Лаура Бехтолсхајмер на Мистрал Хоџрису · Шарлот Дужарден на Валегру                                 | Немачка · Дороти Шнајдер на Диви Ројал · Кристина Шпрехе на Десперадосу · Хелен Лангеханенберг на Дејмону Хилу                                                                          | Холандија · Анки ван Грунсвен на Салинеру · Едвард Гал на Андеркаверу · Аделинде Корнелисен на Парзивалу                                                            |
| Појединачни коњички вишебој     | Михаел Јунг на Саму · Немачка | Сара Алготсон Остхолт на Веги · Шведска | Сандра Ауфарт на Опгун Лоуву · Немачка |
| Екипни коњички вишебој          | Немачка · Петер Томсен на Барнију · Дирк Шраде на Кинг Артусу · Ингрид Климке на Батс Абраксасу · Сандра Ауфрат на Опгун Лоуву · Михаел Јунг на Саму | Уједињено Краљевство · Никола Вилсон на Опозишон Баз · Мери Кинг на Империјал Кавалиру · Зара Филипс на Хај Кингдому · Кристина Кук на Мајнерс Фролику · Вилијам Фокс-Пит на Лајонхарту | Нови Зеланд · Џонел Ричардс на Флинтстару · Џонатан Паџет на Клифтон Промису · Каролин Пауел на Ленамору · Ендру Николсон на Нереу · Марк Тод на Кампину            |
| Појединачно прескакање препрека | Стив Герда на Нино де Бисонет · Швајцарска | Герко Шредер на Лондону · Холандија | Кијан О’Конор на Блу Лојд 12 · Ирска |
| Екипно прескакање препрека      | Уједињено Краљевство · Скот Браш на Хело Санктосу · Питер Чарлс на Виндикату · Бен Мејер на Трипл Ексу · Ник Скелтон на Биг Стару                    | Холандија · Марк Хауцагер на Тамину · Герко Шредер на Лондону · Мајкле ван дер Влетен на Вердију · Јур Врилинг на Бубалу                                                                | Саудијска Арабија · Рамзи ел Духами на Бајард ван д Вила Дер · Принц Абдула ел Сауд на Давосу · Камал Бахамдан на Ноблес де Тесу · Абдула Валид Шарбатли на Султану |